# برتونيلة كوينسلاندية
برتونيلة كوينسلاندية (الاسم العلمي: Bartonella queenslandensis) هي نوع من البكتيريا تتبع جنس البرتونيلة من فصيلة البارتونيلات.